# Жиро, Жан (художник)
Жан Жиро́ (фр. Jean Giraud; 8 мая 1938, Париж — 10 марта 2012, Париж) — французский художник, автор комиксов. Также известен под псевдонимом Мёбиус (Moebius).

## Биография

### Юность
Жан Жиро родился в пригороде Парижа 8 мая 1938 года, в семье Раймона Жиро и Полин Винчон, он был единственным ребенком. Когда мальчику было три года, родители развелись, и его воспитывали дедушка и бабушка. С детства увлекался вестернами и в 10-12 лет начал рисовать свои первые комиксы в жанре вестерн. В 1954 году, в 16 лет, поступил в колледж дизайна и искусств École Duperré. Там снова стал рисовать вестерн-комиксы, к неодобрению преподавателей.
В 1956 году бросил колледж, чтобы отправиться в Мексику, к своей матери, вышедшей замуж за мексиканца, и провёл там 9 месяцев. Мексиканская пустыня, бесконечное синее небо и плоские равнины, удивительные перспективы, которыми он раньше восторгался, видя всё это на экране при просмотре вестернов, оставили неизгладимое впечатление, которое повлияло на его последующие работы. После возвращения во Францию начал работать в качестве штатного художника католического издателя Fleurus.
В 1959—1960 годах, во время Алжирской войны, Жиро был призван на военную службу. Благодаря графическому образованию он избежал отправки на передовую, проходя военную службу в качестве иллюстратора в армейском журнале и логиста. В этот период Жиро познакомился со многими экзотическими культурами и, также как в Мексике, впитал опыт, который оставил следы в его более поздних комиксах, особенно созданных под псевдонимом Мёбиус.

### Карьера
Первый комикс — юмористический вестерн «Frank et Jeremie» — Жиро нарисовал в 18 лет, для журнала «Far West». В издательстве Fleurus работал с 1956 по 1958 год. В 1961 году стал учеником бельгийского художника Жиже (Joseph Gillain). В 1963 году вместе с бельгийским сценаристом Жаном-Мишелем Шарлье создал первый комикс из цикла о лейтенанте Блюберри (Blueberry), который выходит до настоящего времени. Псевдоним «Мёбиус» Жиро взял в 1963 году, когда обратился к фантастике.
Сотрудничал с британским журналом «Новые миры», который редактировал Майкл Муркок; иллюстрировал книги Муркока, Сэмюэля Дилэни, Филипа Дика, Роджера Желязны.

#### Métal Hurlant
В 1974 году Жиро вместе с Филиппом Друэ, Жаном-Пьером Дьёне и Бернаром Фаркасом основали журнал «Métal Hurlant» (фр. воющий металл). Издание выходило раз в квартал и специализировалось на взрослых комиксах, в основном в жанрах научной фантастики, ужасов и эротики. С журналом сотрудничали многие ведущие европейские художники, и визуальный стиль публикуемых комиксов всегда отличался высоким качеством, профессиональной и часто экспериментальной графикой.
«Métal Hurlant» оказал огромное влияние на мир комиксов, не только в Европе, но и в США и Японии, а также на художников, иллюстраторов и графических дизайнеров того времени и последующих поколений.
В 1974—1975 годах выходил четырёхсерийный комикс Жиро «Арзак» (англ.), первый в истории жанра комикс без слов. Он сразу же стал культовым. Визуальный стиль «Арзака» повлиял на развитие стиля классического американского супергеройского комикса. Ганс Гигер и Майк Миньола (создатель «Хэллбоя») вспоминали, что их потряс именно этот комикс Мёбиуса. Также японский режиссёр-аниматор Хаяо Миядзаки рассказывал, что эстетика «Арзака» очень сильно повлияла на оформление его мультфильма «Навсикая из Долины ветров» 1984 года ; Миядзаки с Жиро много лет дружили, и последний даже назвал свою дочь Навсикаей.

#### The Long Tomorrow
В 1975 году на съёмках фильма «Дюна» (англ.) по одноимённому роману Фрэнка Герберта Жиро познакомился с американским сценаристом Дэном О’Бэнноном, который должен был отвечать за спецэффекты. В свободное время до начала съёмок Дэн написал и проиллюстрировал небольшую детективную историю, происходящую в мире будущего. Комикс пародировал многие шаблоны научной фантастики и нуарных детективов. О’Бэннон показал комикс Жиро, а тому так понравилась история, что он попросил разрешения тоже проиллюстрировать её и опубликовать в «Métal Hurlant». О’Бэннон согласился и забыл, воспринимая своё творение не слишком серьёзно. В 1976 году «The Long Tomorrow» («Долгое завтра»), проиллюстрированный Жиро, появился в «Métal Hurlant», а в 1977 году — в первом номере «Heavy Metal». Благодаря оригинальному стилю The Long Tomorrow считают предтечей визуального стиля киберпанк. На него ориентировались Ридли Скотт, создавая мир будущего в «Бегущем по лезвию», и Джордж Лукас в фильме «Империя наносит ответный удар». The Long Tomorrow оказал сильное влияние на Уильяма Гибсона, автора классики киберпанка — романа «Нейромант», и на Кацухиро Отомо, создателя культовой манги и аниме «Акира».

### Кинематограф
В конце 1970-х Жиро пришёл в кино. Он работал над художественным оформлением отменённого впоследствии фильма «Дюна» чилийского писателя и режиссёра Алехандро Ходоровски, сделал более 3000 рисунков В 1980-х они вместе создают цикл комиксов «Инкал», который публиковался в Métal Hurlant.
В фильмах «Чужой» (1979) и «Бегущий по лезвию» (1982) он работал с режиссёром Ридли Скоттом. Он создавал дизайн костюмов для киберпанковского фильма «Трон» (1982). В мультфильме «Властелины времени» (1982) Жиро выступил не только как художник, но и как сценарист. В 1989 году Жиро участвовал в создании японского англоязычного мультфильма «Маленький Нимо: Приключения в стране снов» и фильма Джеймса Кэмерона «Бездна». В середине 1990-х вернулся в кино, будучи занятым в «Космическом джеме» и «Пятом элементе».
В начале 2000-х Жиро стал одним из трёх участников итальянского проекта по иллюстрированию «Божественной комедии», он рисовал иллюстрации к «Раю». В 2003 году вышел мультсериал «Арзак», созданный Жиро по собственному комиксу.
Жиро умер после долгой борьбы с раком 10 марта 2012 года в Париже в возрасте 73 лет, похоронен 15 марта на кладбище Монпарнас.

## Фильмография
- 1979 — Чужой / Alien (художник)
- 1982 — Бегущий по лезвию / Blade Runner (дизайнер костюмов; в титрах не указан)
- 1982 — Властелины времени / Les Maîtres du temps (художник, сценарист)
- 1982 — Трон / TRON (художник)
- 1987 — Властелины вселенной / Masters of the Universe (художник)
- 1988 — Уиллоу / Willow (художник)
- 1989 — Маленький Нимо: Приключения в стране снов / Little Nemo: Adventures in Slumberland (художник)
- 1989 — Бездна / The Abyss (художник)
- 1996 — Космический джем / Space Jam (художник, мультипликатор)
- 1997 — Пятый элемент / The Fifth Element (художник)
- 2003 — Арзак / Arzak Rhapsody (режиссёр, сценарист, художник, актёр)
- 2004 — Блуберри / Blueberry (сценарист)
- 2005 — Звёздная битва: Сквозь пространство и время / Thru the Moebius Strip (сценарист, продюсер, художник)
- 2009 — Strange Frame: Love & Sax (художник)